# Мелькова, Евдокия Семёновна
Евдокия Семёновна Мелькова — советский хозяйственный, государственный и политический деятель, Герой Социалистического Труда.

## Биография
Родилась в 1937 году в деревне Попово-Останино. Член КПСС.
С 1950 года — на хозяйственной, общественной и политической работе. В 1950—1992 гг. — доярка, работница фермы в Попово-Останино, оператор машинного доения на молочно-товарном комплексе совхоза «Половодовский» Соликамского района Пермской области.
Указом Президиума Верховного Совета СССР от 23 декабря 1976 года присвоено звание Героя Социалистического Труда с вручением ордена Ленина и золотой медали «Серп и Молот».
Почётный гражданин Соликамского района.
Живёт в селе Половодово Соликамского района.